# バルチュク・アルト・テギン
バルチュク・アルト・テギン（Barǰuq art tigin、生没年不詳）は、13世紀初頭の天山ウイグル王国の王（イディクート）。モンゴル帝国の周辺国家の中で最も早く帰順し、モンゴル帝国の創始者チンギス・カンから「5番目の息子」と称されるほどの厚遇を受けたことで知られる。バルジャク・アルト・テギンとも表記する。
『元史』などの漢文史料では巴而朮阿而忒的斤(bāérzhú āértè dejīn)、『集史』などのペルシア語史料ではبارجق(bārjūq)と記される。

## 生涯
天山ウイグル王国の君主ヨスン・テムル（月仙帖木児）の子として生まれる。
1125年頃以来、天山ウイグル王国は西遼（カラ・キタイ）の属国となっていたが、西遼皇帝は年若いバルチュクが新たな国王となるとこれを侮り、名宰相として名高いカラ・イカチ・ブイルク（哈剌亦哈赤北魯）をバルチュクのもとから引き離し、太師僧（西丹僧とも）の少監（シャウケム）を派遣してウイグル王国に圧政を敷いた。そこでバルチュクは国相のビルゲ・ブカの助言の下、当時勃興しつつあったモンゴル帝国を頼って西遼から離反することを決意した。
1209年の春、カラ・イカチ・ブイルクの娘婿アリンテムル・トトクと国相ビルゲ・ブカは共謀し、高昌（カラ・ホージャ）において少監を殺害、バルチュクはモンゴル帝国に使者を派遣して帰順の意を示した。この報を聞いたチンギス・カンは以前にバルチュクがメルキト残党の亡命を拒否したことも知っていたため、バルチュクのふるまいに喜び、使者をもてなした。一方の西遼ではウイグル王国の態度に憤慨して責任者の出頭を命じたため、アリンテムル以下の重臣が謝罪のため西遼に出向することとなった。折しもナイマンの王子クチュルクが西遼の王位を簒奪する事件が起き、西遼の国政が動揺していたので、アリンテムルたちは難を逃れることができた。
1210年の夏、チンギス・カンはバルチュクの使者を帰国させるとともに、アルプ・ウトゥク（アドキラク）とダルバイを同伴させ、バルチュクの来訪を促した。1211年の春、バルチュクは自らチンギス・カンのもとに赴き、服属の誓いをするとともに、おびただしい貢納品を献上した。
その後のバルチュクはウイグル軍を自ら率いてチンギス・カンの遠征に随行し、1219年のホラズム・シャー朝攻略戦、1226年の西夏攻略戦で功績をあげた。これに対しチンギス・カンはバルチュクに娘のアルトゥン・ベキ（アル・アルトゥン）を娶らせる約束をしたが、1227年にチンギス・カンが崩御してしまったため、結婚は延期となった。チンギス・カンの後を継いでモンゴル帝国第二代皇帝となったオゴデイはその縁談を果たそうとしたが、アルトゥン・ベキが死去してしまったため、自らの娘アラジン・ベキをバルチュクに娶らせようとした。しかし、アルトゥン・ベキの後を追うようにバルチュクも死去してしまったため結局果たすことはできなかった。
ウイグル王位（イディクート）はオゴデイ・カアンによってバルチュクの息子キシュマイン（ケスメズ）に継承された。

## 評価
周辺諸国の中で最も早く帰順を決めたバルチュクをチンギス・カンは高く評価し、自らの「5番目の息子」として遇したという。モンゴル帝国への帰順後、バルチュクはホラズム遠征・西夏遠征に従軍して功績を挙げ、モンゴル帝国における地位を確かなものとした。バルチュクの活躍によってモンゴル時代を通じてウイグル王家は駙馬王家の一つとして繁栄を続けることとなった。

## 天山ウイグル王家
- ヨスン・テムル（Üsen temür ＞月仙帖木児/yuèxiān tièmùér）
  - バルチュク・アルト・テギン（Barǰuq art tigin ＞巴而朮阿而忒的斤/bāérzhú āértè dejīn,بارجق/bārjūq）
    - キシュマイン（Kišmain ＞کیشماین/kīshmāīn）
    - サランディ・テギン（Salandi tigin ＞سالندی/sālandī）
    - オグルンチ・テギン（Ögrünč tigin ＞玉古倫赤的斤/yùgǔlúnchì dejīn,اوکنج/ūknchī）
      - マムラク・テギン（Mamuraq tigin ＞馬木剌的斤/mǎmùlà dejīn）
        - コチカル・テギン（Qočqar tigin ＞火赤哈児的斤/huǒchìhāér dejīn）
          - ネウリン・テギン（Neülin tigin ＞紐林的斤/niǔlín dejīn）
            - テムル・ブカ（Temür buqa ＞帖木児不花/tièmùér bùhuā）
              - ブダシリ（Budaširi ＞不答失里/bùdáshīlǐ）
                - コシャン（Qošang ＞和賞/héshǎng）

            - センキ・テギン（Sengki tigin ＞籛吉/jiānjí）
            - タイピヌ・テギン（Taypinu tigin ＞太平奴/tàipíngnú）
            - ？オルク・テムル（Ürük temür ＞月魯帖木児/yuèlǔ tièmùér）
              - サンガ（Sangga ＞桑哥/sānggē）

          - キプチャクタイ（Qipčaqtai ＞欽察台/qīnchátái）
          - イル・イグミシュ・ベキ（Il yïγmïš begi ＞也立亦黒迷失別吉/yělì yìhēimíshī biéjí）
          - ソソク・テギン（Sösök tigin ＞雪雪的斤/xuěxuě dejīn）
            - ドルジ・テギン（Dorǰi tigin ＞朶児的斤/duǒér dejīn）
              - バヤン・ブカ・テギン（Bayan buqa tigin ＞伯顔不花的斤/bǎiyán bùhuā dejīn）